# Pleasant Hill (California)
Pleasant Hill, fundada en 1961, es una ciudad ubicada en el condado de Contra Costa en el estado estadounidense de California. En el año 2000 tenía una población de 32,837 habitantes y una densidad poblacional de 1,784.6 personas por km².

## Geografía
Pleasant Hill se encuentra ubicada en las coordenadas 37°56′N 122°3′O / 37.933, -122.050. Según la Oficina del Censo, la ciudad tiene un área total de 18,4 km² (7,1 mi²), de la cual 18,4 km² (7,1 mi²) es tierra y 0 km² (0 mi²) (0%) es agua.

## Demografía
Según la Oficina del Censo en 2000 los ingresos medios por hogar en la localidad eran de $50,557, y los ingresos medios por familia eran $54,472. Los hombres tenían unos ingresos medios de $39,111 frente a los $31,396 para las mujeres. La renta per cápita para la localidad era de $18,241. Alrededor del 11.5% de la población estaban por debajo del umbral de pobreza.

## Educación

### Escuelas primaria y secundaria

#### Escuelas públicas
Escuelas primarias
- Escuela primaria Fair Oaks
- Escuela primaria Gregory Gardens
- Escuela primaria Pleasant Hill
- Escuela primaria Sequoia
- Escuela primaria Strandwood
- Escuela primaria Valhalla

Escuelas intermedias
- Escuela intermedia Pleasant Hill
- Escuela intermedia Sequoia
- Escuela intermedia Valley View

Escuelas secundarias
- Secundaria College Park

#### Escuelas privadas
- Escuela Christ the King Catholic
- Academia Pleasant Hill Adventist

### Colegios y universidades
- Colegio Diablo Valley
- Universidad John F. Kennedy

### Bibliotecas
La biblioteca de Pleasant Hill del condado de Contra Costa está ubicada en Pleasant Hill.
El sistema de bibliotecas tenía su sede en Pleasant Hill antes de trasladarse a Martínez, en preparación para la nueva construcción de una nueva biblioteca.

## Ciudades hermanadas
| País   | Ciudad       | Estado/Jurisdicción |
| ------ | ------------ | ------------------- |
| México | Chilpancingo | Guerrero            |